# Nøtterøy
Nøtterøy è un ex comune norvegese della contea di Vestfold situato sull'omonima isola del Fiordo di Oslo. Dal 1º gennaio 2018 fa parte del neoistituito comune di Færder.

## Storia

### Simboli
Lo stemma di Nøtterøy fu approvato con delibera del consiglio comunale del 19 giugno 1986 e concesso con decreto reale del 7 novembre dello stesso anno.